# عينطورين
عينطورين هي إحدى القرى اللبنانية من قرى قضاء زغرتا في محافظة الشمال.